# فوئنتلسسپد
فوئنتلسسپد (به اسپانیایی: Fuentelcésped) یک شهرستان در اسپانیا است.